# Maria Rosa (pel·lícula de 1908)
Maria Rosa és una pel·lícula muda produïda per Films Barcelona que fou codirigida per Fructuós Gelabert i Joan Maria Codina i protagonitzada per Josep Claramunt i Llorença Adrià. Es tracta d'una primera adaptació al cinema de l'obra d'Àngel Guimerà estrenada el 1908, després de l'èxit que suposà aquell mateix any la producció de “Terra Baixa” del mateix autor.

## Argument
Maria Rosa, l'Andreu i en Marçal, tres peons caminers que es coneixen en les feines de construcció de la carretera. La Maria Rosa, que es casarà amb l'Andreu, veurà com el seu marit és acusat de la mort del capatàs i enviat a una presó d'Àfrica, on morirà. Més endavant el Marçal, el culpable real de l'assassinat, aconsegueix de casar-se amb la vídua, desig que covava des que es van conèixer. Quan la Maria Rosa sàpiga la veritat es produirà el desenllaç fatal.

## Repartiment
- Llorença Adrià (Maria Rosa)
- Josep Claramunt
- Maria Vega
- María Llorente
- L. Muntel
- N. Nolla
- Vincent